# Amazon Luna
Amazon Luna（アマゾン・ルナ）は、Amazonによって開発・運営されているクラウドゲームサービス。2020年9月24日に発表された本サービスは、2022年3月1日からアメリカ合衆国のみを対象としてサービスを開始した。

## 概要
本サービスはAmazon Web Services (AWS) のクラウドサーバ上でゲームを処理し、ユーザーのデバイスに動画としてゲームの画面を表示する。同社の開発するFire TV、Microsoft WindowsやmacOSを搭載するマシンで動作し、将来的にはiOSやAndroidデバイスでも利用できるとしている。また、傘下のライブストリーミング配信プラットフォームであるTwitchとの連携も計画されている。
早期アクセス期間中、基本となるプラン「Luna+」は月額5.99ドルで提供され、およそ50作品のコンピュータゲームがプレイできるとしている。また、特定のゲームメーカーやジャンルごとの「ゲームチャンネル」も用意され、追加料金を支払うことによって、より多くの作品がプレイできるようになる。Amazonはユービーアイソフトとの提携を発表しており、プレイできる作品が基本プランと合わせるとおよそ100作品になる。

## 対象国

Amazon Luna対象国
利用可能
利用不可

2025年時点でAmazon Lunaは、アメリカ、オーストリア、カナダ、フランス、ドイツ、イタリア、オランダ、ポーランド、スペイン、イギリス、スウェーデン、ポルトガル、ベルギー、ルクセンブルクの世界14か国でサービスが利用可能となっている。